# César Filho
Luiz Gonzaga César Filho (Guaratinguetá, 17 de setembro de 1960), mais conhecido como César Filho é um jornalista, apresentador de televisão e ex-ator brasileiro. De 2015 a 2023, apresentou o programa Hoje em Dia, na TV Record. Atualmente, é o apresentador do SBT Brasil. Como profissional de rádio, além da Jovem Pan FM, César foi locutor na Rádio Bandeirantes, Rádio Record, Rádio Capital, Antena 1, Rádio América e 89 FM A Rádio Rock.

## Biografia
Nascido no interior de São Paulo, Cesar Filho foi para a capital aos 9 anos de idade, junto de sua mãe, Therezinha Sebbe Cesar, e seus dois irmãos, Reinaldo Cesar (falecido em 2001) e Saulo de Tarso Cesar. Seu pai, Luiz Gonzaga Cesar, era radialista na cidade de Guaratinguetá.

## Carreira

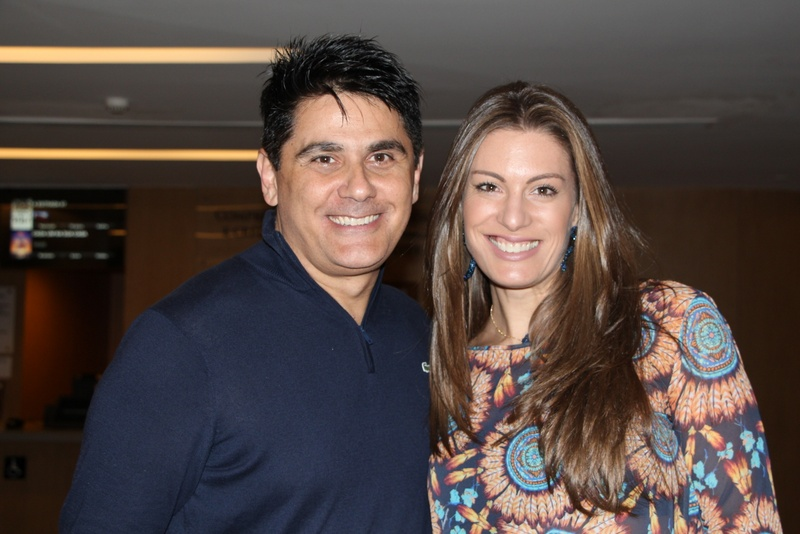
César e Elaine Mickely em 2015.

Começou sua carreira no departamento esportivo da RecordTV, chefiado por Silvio Luiz. Aos 16 anos, decide seguir a profissão do pai e faz um teste na rádio Jovem Pan, no qual é aprovado por Cândido Garcia para ser o nome artístico em sua equipe de esportes. Mais tarde, chamado por Hélio Ansaldo, retornou à RecordTV, na época Rede Record, desta vez, para apresentar o telejornal Record em Notícias. Apresentou telejornais também na Rede Bandeirantes - O Repórter, ao lado de William Bonner e Ângela Rodrigues Alves, criado por Walter Clark, e na TV Cultura antes de ser contratado pela Rede Globo. Na emissora, sob a direção de Nilton Travesso, passa a apresentar o TV Mulher, ao lado de Amália Rocha.
O programa ainda contava com as participações do costureiro Ney Galvão, a consultora estética Ala Szerman, o psicanalista Eduardo Mascarenhas, na segunda fase do programa que já contara com nomes como a sexóloga Marta Suplicy, Clodovil Hernandes e Marília Gabriela. Apresentou também os programas Fantástico e, também com grandes sucessos, o especial 20 Anos Trapalhões - Criança Esperança e o musical Globo de Ouro. Ainda na Rede Globo, fez sua estreia na teledramaturgia, atuando no papel de Túlio, na novela Hipertensão. Também participou da minissérie La Mamma, com Dercy Gonçalves e da novela Sassaricando. Após anos na Rede Globo, foi para a extinta Rede Manchete, onde atuou na novela Kananga do Japão, contracenando com Christiane Torloni. Também na Rede Manchete, apresentou o popular programa Almanaque, ao lado de Rosana Hermann e Tânia Rodrigues. Depois de algum tempo afastado da atuação, estreia no SBT, em 1990, na série Alô, Doçura! ao lado de Virgínia Novick. Em 1998, participa do filme Uma Aventura do Zico.
Em 2005, após doze anos longe da televisão, assinou com o SBT e, em 26 de fevereiro de 2006, estreia à frente do Ver para Crer. Em abril assume o SBT Repórter no lugar de Hermano Henning, onde fica por sete anos. Em 2007 passa a apresentar o SBT Brasil aos sábados e feriados e, em 2008, é convocado para assumir o Aqui Agora junto com Analice Nicolau, visando melhorar a audiência, embora o jornalístico tenha sido cancelado meses depois. Em 2010 comandou o Boletim de Ocorrências por um mês. Em 2012, passa a apresentar o SBT Manhã - 2ª Edição, uma segunda versão do jornal que era apresentado ao vivo. Em 9 de julho de 2014, o jornal é substituído pelo Notícias da Manhã, além de começar às 5h da madrugada. Em 3 de novembro, Cesar assina com a RecordTV, alegando que o horário de trabalho na antiga emissora estava lhe causando problemas de saúde. Após sua saída o Notícias da Manhã acabou perdendo metade de sua audiência e foi cancelado logo após. Originalmente o apresentador comandaria o reality show Power Couple Brasil, porém pediu para ser realocado em um programa que não fosse sazonal. Em 12 de janeiro de 2015, Cesar o assume o comando do Hoje em Dia com a reestruturação do programa, sob a proposta de inserir mais jornalismo no programa.
No dia 22 de dezembro de 2023, Cesar Filho deixa o Hoje Em Dia e encerra seu contrato com a Record após 9 anos. No dia 2 de janeiro de 2024, Cesar volta ao SBT para apresentar o SBT Brasil, substituindo Marcelo Torres e Márcia Dantas.

## Vida pessoal
Em 1989, começou a namorar a apresentadora Angélica, que tinha 15 anos na época, enquanto ele tinha 28. O relacionamento só foi revelado ao público em 1991, quando ela completou 18 anos, evitando sensacionalismo da imprensa. A apresentadora revelou que havia perdido a virgindade com Cesar quando completou a maioridade. Em 1995, os dois ficaram noivos, marcando o casamento para dezembro daquele ano. Em 1996, no entanto, o relacionamento chega ao fim após sete anos. Em 1999, começa a namorar a atriz Elaine Mickely, com quem se casou em 4 de fevereiro de 2000. Em 1 de agosto de 2000, nasce sua primeira filha, Luma. Em 7 de dezembro de 2003, nasce seu segundo filho, Luigi.

## Filmografia

### Televisão
| Ano           | Título                   | Cargo / Personagem | Nota                       | Emissora      |
| ------------- | ------------------------ | ------------------ | -------------------------- | ------------- |
| 1981          | Record em Notícias       | Repórter           |                            | Record        |
| 1982–83       | O Repórter               | Repórter           |                            | Band          |
| 1983          | Jornal da Cultura        | Apresentador       |                            | TV Cultura    |
| 1984–86       | TV Mulher                | Apresentador       |                            | TV Globo      |
| 1985–89       | Fantástico               | Apresentador       |                            | TV Globo      |
| 1986          | Hipertensão              | Túlio              |                            | TV Globo      |
| 1987–89       | Globo de Ouro            | Apresentador       |                            | TV Globo      |
| 1987          | Sassaricando             | Ciro Antônio       | Episódio: "9 de novembro"  | TV Globo      |
| 1988          | Caso Especial            | Marcos             | Episódio: "Garota da Capa" | TV Globo      |
| 1989          | Kananga do Japão         | Afonso Carvalho    |                            | Rede Manchete |
| 1990          | Alô, Doçura!             | Vários personagens |                            | SBT           |
| 1990          | La Mamma                 | Manfredo Antônio   |                            | TV Globo      |
| 1992–93       | Almanaque                | Apresentador       |                            | Rede Manchete |
| 2006–07       | Ver para Crer            | Apresentador       |                            | SBT           |
| 2006–13; 2025 | SBT Repórter             | Apresentador       |                            | SBT           |
| 2008          | Aqui Agora               | Apresentador       |                            | SBT           |
| 2010          | Boletim de Ocorrências   | Apresentador       |                            | SBT           |
| 2012–14       | SBT Manhã                | Apresentador       |                            | SBT           |
| 2014          | Noticias da Manhã        | Apresentador       |                            | SBT           |
| 2015–23       | Hoje em Dia              | Apresentador       |                            | Record        |
| 2019–23       | Aeroporto: Área Restrita | Apresentador       |                            | Record        |
| 2024–presente | SBT Brasil               | Apresentador       |                            | SBT           |

### Cinema
| Ano  | Título               | Personagem |
| ---- | -------------------- | ---------- |
| 1998 | Uma Aventura do Zico | Gabriel    |

## Rádio
| Ano     | Título                | Cargo        | Emissora           |
| ------- | --------------------- | ------------ | ------------------ |
| 1981–82 | Pan Esportes          | Apresentador | Jovem Pan FM       |
| 1992–95 | Jornal Capital        | Apresentador | Rádio Capital      |
| 1995–96 | News                  | Apresentador | Rádio América      |
| 1996–98 | As Melhores           | Apresentador | Antena 1           |
| 1998–01 | Jornal da Manhã       | Apresentador | Rádio Record       |
| 2001    | Pool                  | Apresentador | 89 FM A Rádio Rock |
| 2002–05 | César Filho Apresenta | Apresentador | Rádio Bandeirantes |

## Prêmios e indicações
| Ano  | Prêmio          | Categoria                                | Trabalho          | Resultado | Ref.   |
| ---- | --------------- | ---------------------------------------- | ----------------- | --------- | ------ |
| 2014 | Prêmio F5       | Apresentador do Ano (jornalismo/esporte) | Notícias da Manhã | Indicado  | [ 30 ] |
|      |                 |                                          |                   |           |        |
| 2025 | Troféu Imprensa | Melhor Jornalista                        | SBT Brasil        | Venceu    | [ 31 ] |
| 2025 | Troféu Internet | Melhor Jornalista                        | SBT Brasil        | Indicado  | [ 31 ] |